# Cantó de Romainville
El cantó de Romainville és un antic cantó francès del departament de Sena Saint-Denis, que estava situat al districte de Bobigny. Comptava amb el municipi de Romainville.
Al 2015 va desaparèixer i el seu territori va passar a formar part del cantó de Bagnolet.

## Municipis
- Romainville

## Història
| Data d'elecció                           | Identitat      | Partit | Qualitat |
| ---------------------------------------- | -------------- | ------ | -------- |
| 1967-1985                                | Léon Mérino    | PCF    |          |
| 1985-2004                                | Robert Clément | PCF    |          |
| 2004-                                    | Corinne Valls  | MGC    |          |
| les dades anteriors no són pas conegudes |                |        |          |
|                                          |                |        |          |

## Demografia
| A partir de 1990: Població sense dobles comptes |